# Musikjahr 1602
Liste der Musikjahre

◄◄ | ◄ | 1598 | 1599 | 1600 | 1601 | Musikjahr 1602 | 1603 | 1604 | 1605 | 1606 | ► | ►►

Weitere Ereignisse
Dieser Artikel behandelt das Musikjahr 1602.

## Ereignisse
- 05. Dezember: Die Uraufführung der Oper Euridice von Giulio Caccini, die im Jahr 1600 gedruckt wurde, findet im Palazzo Pitti in Florenz statt. Die Tochter von Giulio Caccini, die Komponistin Francesca Caccini, wirkt als Solistin mit.
- Daniel Bacheler ist nach 1601 Kammersekretär der Königin Anne mit dem außergewöhnlich hohen Salär von 160 £, während andere Lautenisten am Hof sich mit 20 bis 40 £ begnügen müssen.
- Cornelius Becker veröffentlicht in Leipzig den Psalter Dauids Gesangweis.
- Aurelio Bonelli wirkt 1602 in Bologna an der Kirche San Michele in Bosco.
- Thomas Campion kritisiert 1602 in seinem literaturtheoretischen Werk Observations in the Art of English Poesie die Praxis des Reimens in der Poesie.
- Juan Bautista Comes wirkt 1602 als Kapellmeister der Kirche San Pedro in Sueca.
- Christian Erbach übernimmt 1692, als Hans Leo Haßler Augsburg verlässt, nach und nach mehrere von seinen Ämtern, so am 27. März die Stellung des Stiftsorganisten am Kollegiatstift St. Moritz und am 11. Juni das Organistenamt der Reichsstadt Augsburg, welches mit der Leitung der dortigen Stadtpfeifer verbunden ist.
- Giles Farnaby zieht 1602 mit seiner Familie nach Aisthorpe, Lincolnshire, wo er eine Stellung als Musiklehrer im Haushalt des Sir Nicholas Saunderson of Fillingham annimmt; er arbeitet außerdem als Küster.
- Johannes de Fossa legt 1602 aufgrund gesundheitlicher Probleme sein Amt als Kapellmeister der Münchner Hofkapelle nieder. Sein Nachfolger ab 1602 ist Ferdinando di Lasso, der älteste Sohn von Orlando di Lasso.
- Melchior Franck, der das Gymnasium in Augsburg besucht hatte und ein Schüler Hans Leo Haßlers war, geht mit ihm nach Nürnberg. Dort ist er 1602 ein Jahr lang als Schulgehilfe an St. Egidien tätig.
- Johannes Herold, der zunächst fürstlicher Hofkapellmeister im thüringischen Altenburg wurde, wechselt 1602 mit dem Hof nach Weimar.
- Ferdinando di Lasso, der nach seinem zeitweiligen Dienst (1585–1590) beim Grafen Eitel Friedrich IV. von Hohenzollern-Hechingen nach München zurückgekehrt ist, wirkt in der verkleinerten Hofkapelle als „Tenorist“ und ab 1602 als deren Leiter.
- Ascanio Mayone ist als Zweiter Organist seit 1602 neben Giovanni Maria Trabaci an der Real Cappella, der Kapelle der spanischen Vizekönige von Neapel, verpflichtet.
- Asprilio Pacelli wird zum Maestro di capella des Petersdoms in Rom ernannt.
- Lodovico Grossi da Viadana wird 1602 Chorleiter an San Lucca in Mantua.
- Caspar Vincentius erhält 1602 – nach seiner musikalischen Ausbildung in Wien – die Stellung eines Stadtorganisten in Speyer.
- Sebastián de Vivanco geht 1602 nach Salamanca, wo er Kapellmeister der dortigen Kathedrale sowie ab 1603 außerdem Professor für Musik an der Universität wird.
- Generalbass: Der Barockkomponist Lodovico Grossi da Viadana veröffentlicht mit seinen in dieser Hinsicht revolutionären 100 Concerti ecclesiastici die ersten nachgewiesenen Solokompositionen in der Geschichte der Kirchenmusik, die ihre Harmonie nicht aus dem Miteinander verschiedener, kontrapunktisch gearbeiteter Solostimmen gewinnen, sondern vielmehr durch ein Tasten- oder auch Zupfinstrument gestützt werden.
- Das geistliche Volkslied Unser lieben Frauen Traum wird in Graz in Nikolaus Beuttners Catholischem Gesangbuch veröffentlicht.

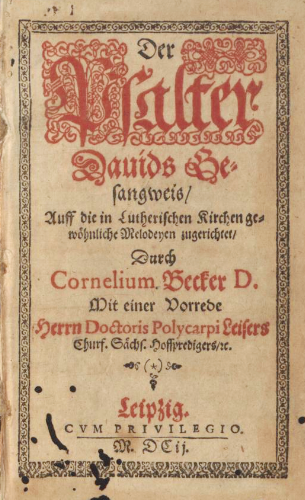
Cornelius Becker – Der Psalter Davids Gesangweis, Leipzig 1602

## Instrumental- und Vokalmusik (Auswahl)
- Agostino Agazzari – Sacrae cantiones, Buch 1, Rom: Aloysio Zannetti
- Gregor Aichinger – Divinae laudes ex floridis Jacobi Pontani potissimum decerptae zu drei Stimmen, Augsburg: Officina Praetoriana (Vertonungen von Auszügen aus dem Floridorum des Jacobus Pontanus)
- Felice Anerio
  - zweites Buch der Sacri hymni et cantica, Rom: Aloysio Zannetti
  - zweites Buch der Madrigale zu sechs Stimmen, Rom: Luigi Zannetti
- Giammateo Asola
  - Psalmi ad vespertinas omnium solemnitatum horas zu drei Stimmen, Venedig: Ricciardo Amadino (Vesper–Psalmen für alle kirchlichen Feierlichkeiten, enthält auch ein Magnificat, Salve Regina und Regina caeli)
  - Hymnodia vespertina in maioribus anni solemnitatibus... zu acht Stimmen in zwei Chören, Venedig: Ricciardo Amadino
  - Lamentationen zu sechs Stimmen, Venedig: Ricciardo Amadino
- Ippolito Baccusi – Psalmi qui diebus festivus a Sancta Romana Ecclesia in vesperis decantari solent zu fünf Stimmen, Venedig: Ricciardo Amadino
- Giovanni Bassano – erstes Buch der Madrigale und Canzonettas für Sopran und Bass mit Laute oder anderes Zupfinstrument, Venedig: Giacomo Vincenti
- Cornelius Becker – Der Psalter Davids Gesangweis, Leipzig
- Lodovico Bellanda – erstes Buch der Madrigale zu fünf Stimmen, Venedig: Ricciardo Amadino

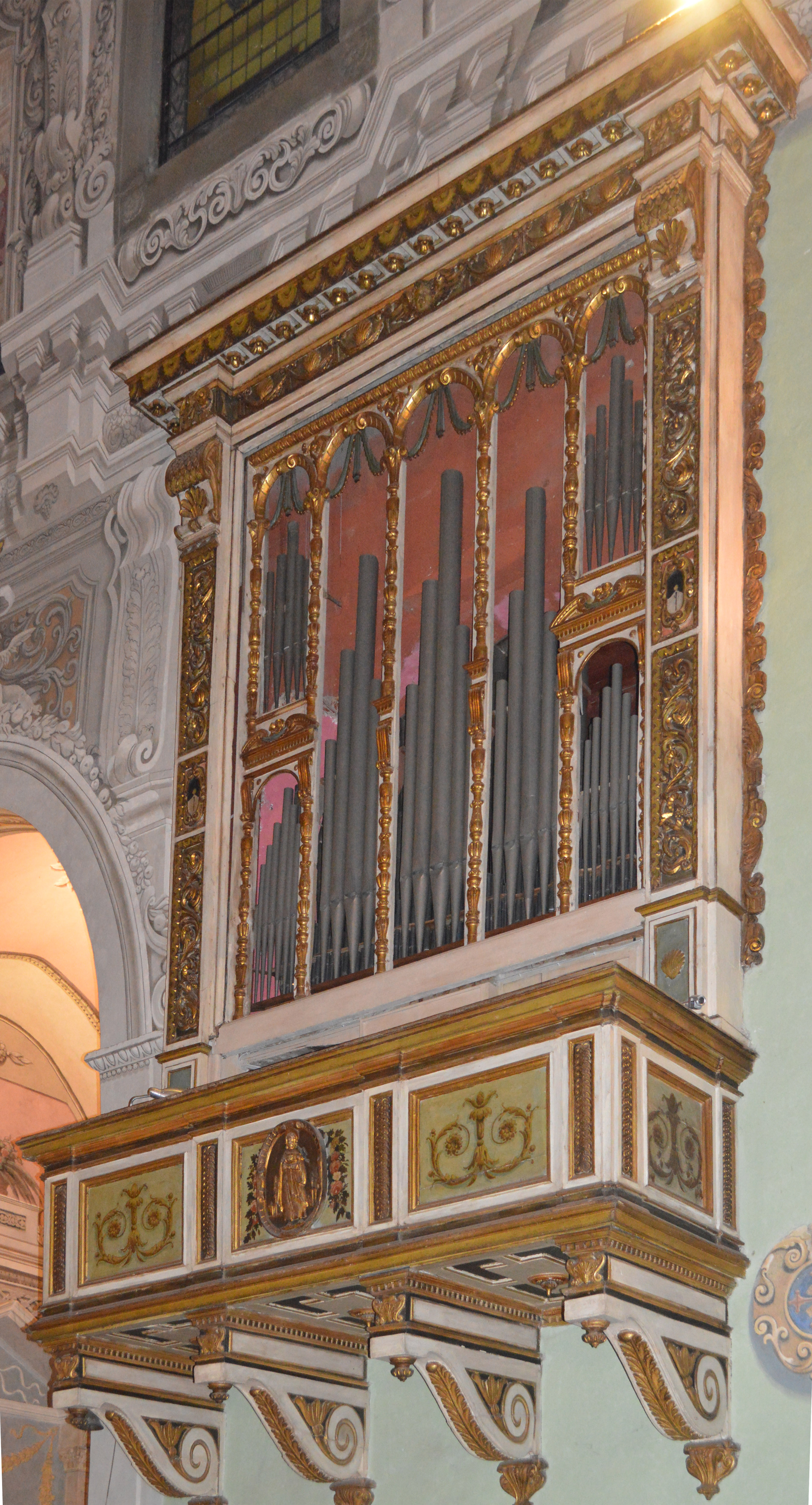
Orgel der Chiesa di San Domenico in San Miniato aus dem Jahr 1602

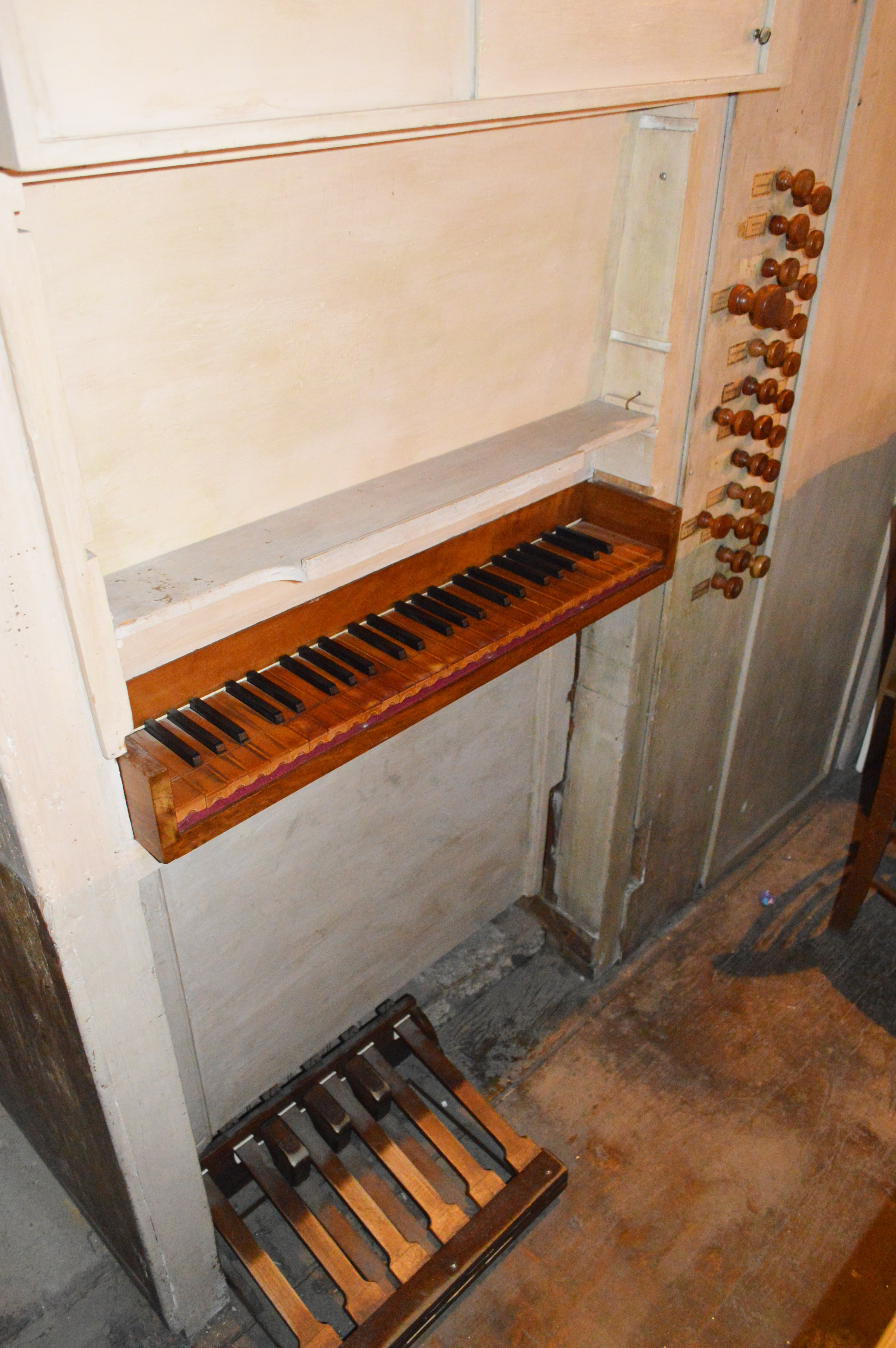
Orgel der Chiesa di San Domenico in San Miniato, Spieltisch

- Aurelio Bonelli – zweites Buch der Ricercars und Canzonas zu vier Stimmen, Venedig: Angelo Gardano
- Giulio Caccini – Le nuove musiche, Florenz
- Floriano Canale – Sacrae cantiones quinque vocibus concinendae, tum viva voce, tum instrumentis cuiusvis generis...Giacomo Vincenti, Venedig.
- Christoph Demantius – Trias precum vespertinarum zu vier, fünf und sechs Stimmen und Instrumenten, Nürnberg: Catharina Dieterich für Konrad Agricola
- Scipione Dentice – viertes Buch der Madrigale zu fünf Stimmen, Neapel: Antonio Pace
- Stefano Felis – neuntes Buch der Madrigale zu fünf Stimmen, Venedig: Giacomo Vincenti
- Gaspar Fernandes
  - Magnificat quinti toni, über den biblischen Text (Lukas 1:46-55)
  - 8 Benedicamus Domino, zum Abschluss des Vespergottesdienstes
- Melchior Franck
  - Musicalischer Bergkreyen zu vier Stimmen, Nürnberg: Konrad Baur
  - Farrago zu sechs Stimmen, Nürnberg: Katharina Dieterich
  - Contrapuncti composti zu vier Stimmen, Nürnberg: Konrad Baur (Sammlung von Psalmen und anderen Kirchenliedern in deutscher Sprache)
- Marco da Gagliano – erstes Buch der Madrigale zu fünf Stimmen, Venedig: Angelo Gardano
- Giovanni Giacomo Gastoldi
  - Il quarto libro de madrigali a 5 voci
  - Missarum quatuor vocibis, liber primo
  - Vespertina omnium solemnitatum Psalmodia a 5 voci
- Bartholomäus Gesius – Ein Gesang Vom Lob und Preiß der Edlenfreyen Kunst Musica zu sechs Stimmen, Frankfurt an der Oder: Friedrich Hartmann
- Pierre Guédron – Airs de cours zu vier und fünf Stimmen, Paris: Ballard
- Claude Le Jeune – Premier Livre, contenant 50 pseaumes de David mis en musique zu drei Stimmen, Paris
- Alonso Lobo – erstes Buch der Messen, Madrid: Joannes Flandre
- Duarte Lobo – Opuscula Natalitiae noctis responsoria zu vier und acht Stimmen, Antwerpen: Plantin
- Rogier Michael
  - Die Empfängnis und Die Geburt unsers Herren Jesu Christi zu eins bis sechs Stimmen
  - Hochzeitsmusik Drey schöne Stück zu sechs Stimmen, Dresden
- Tomaso Pecci – Madrigale zu fünf Stimmen, Venedig: Angelo Gardano (enthält auch zwei Werke von Mariano Tantucci)
- Andreas Pevernage
  - Cantiones sacrae zu sechs bis acht Stimmen, Frankfurt am Main (erweitertes Reprint der Cantiones aliquot sacrae zu sechs bis acht Stimmen, Douai 1578)
  - 6 Messen zu fünf bis sieben Stimmen, Antwerpen: Pierre Phalèse (posthum veröffentlicht)
- Costanzo Porta – Hymnodia sacra zu vier Stimmen, Venedig: Angelo Gardano
- Hieronymus Praetorius – Magnificats zu acht Stimmen, Hamburg: Philip von Ohr
- Jakob Regnart
  - Missae sacrae zu sechs bis acht Stimmen, Frankfurt am Main
  - 2 Lieder zu vier Stimmen, in: Teutsche Liedlein […] componiert durch Lambertum de Sayve, Wien
- Lambert de Sayve – Teutsche Liedlein zu vier Stimmen, Wien (22 Lieder)
- Giovanni Maria Trabaci – Motetten zu fünf bis acht Stimmen, Neapel
- Orfeo Vecchi
  - drittes Buch der Messen zu fünf Stimmen, Mailand: Agostino Tradate
  - La Donna vestita di sole, coronata di stelle, calcante la luna, Mailand: Simon Tini Erben & Giovanni Francesco Besozzi
- Cornelis Verdonck – Motette Prome novas, hymnae faces zu sechs Stimmen, in der Sammlung Historia narratio von J. Bochius, Antwerpen
- Lodovico Grossi da Viadana – Cento Concerti ecclesiastici a una, a due, a tre, et a quattro Voci, Venedig (erste große Veröffentlichung, die den Generalbass umfassend einsetzt)
- Melchior Vulpius – Pars prima Cantionum sacrarum

## Musiktheater
- Giulio Caccini – Euridice (nicht identisch mit der im Jahr 1600 uraufgeführten gleichnamigen Oper von Jacopo Peri, zu der Caccini einige Kompositionen beitrug)

## Geboren

### Geburtsdatum gesichert

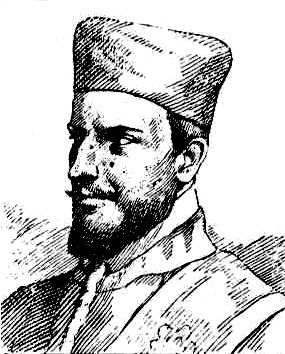
Francesco Cavalli; * 14. Februar

- 14. Februar: Francesco Cavalli, italienischer Komponist und Organist († 1676)
- 00. April: William Lawes, englischer Komponist und Musiker († 1645)
- 27. November: Chiara Margarita Cozzolani, italienische Sängerin und Komponistin († um 1678)

### Genaues Geburtsdatum unbekannt
- Giacomo Badoaro, italienischer Librettist und Politiker der Republik Venedig († 1654)

### Geboren um 1602
- Marco Marazzoli, italienischer Komponist († 1662)

## Gestorben

### Todesdatum gesichert

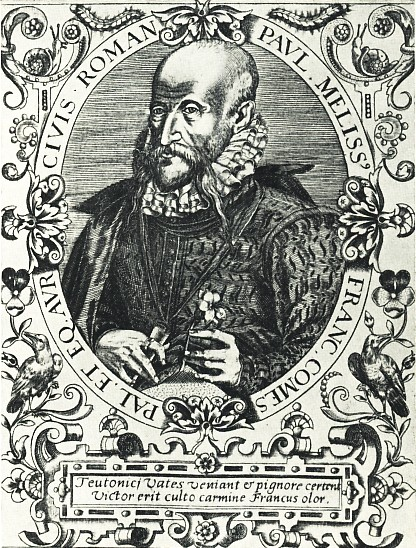
Paul Melissus; † 3. Februar

- 06. Januar: Andreas Raselius, deutscher Komponist (* zwischen 1561 und 1563)
- 03. Februar: Paul Melissus, deutscher Schriftsteller, Übersetzer und Komponist (* 1539)
- 11. März: Emilio de’ Cavalieri, italienischer Komponist, Organist, Diplomat, Choreograf und Tänzer (* 1550)
- 27. Mai: Jan Brandt, polnischer Theologe und Komponist (* 1554)
- 11. September: Sebastian Artomedes, evangelischer Theologe und Kirchenlieddichter (* 1544)
- 00. Oktober: Thomas Morley, englischer Komponist (* 1557 oder 1558)
- zwischen 29. Novemberjul. / 9. Dezembergreg. und 1. Dezemberjul. / 11. Dezembergreg.: Anthony Holborne, englischer Komponist von Consort-Musik (* um 1545)
- 29. Dezember: Jacopo Corsi, italienischer Unternehmer, Mäzen und Komponist (* 1561)

### Genaues Todesdatum unbekannt
- Matthäus Waissel, deutscher Pfarrer, Lautenist und Schriftsteller (* um 1540)